# Bad Nenndorf Boys
Bad Nenndorf Boys (kurz BNBoys) ist der Name einer deutschen Ska-Punk-Band aus Bad Nenndorf nahe Hannover. Sie haben bisher zwei Demo-CDs und sieben professionell produzierte Alben veröffentlicht.

## Bandgeschichte
Die sechsköpfige Band wurde Anfang des Jahres 2000 gegründet.
Im Jahre 2000 veröffentlichten sie auch ihre erste Demo-CD Alles richtig gemacht. Darauf folgte im Jahr 2003 eine weitere Demo-CD Früher war alles Lauter. 2005 produzierten sie ihre erste professionelle CD Le SKA c'est moi. 2007 folgte dann die Veröffentlichung von Wir lügen nicht auf dem Label Sunny Bastards. Dezember 2007 erschien die Unplugged-CD Anplackt, auf der sie einige ihrer Lieder neu veröffentlichen, die CD enthält aber auch komplett neue Stücke. Sie absolvierten viele Clubauftritte und eine Ungarn-Tour.
2009 und 2011 erfolgten mit Ich will alles und Aufstehn Tanzen zwei weitere Veröffentlichungen auf dem Label Sunny Bastards.
Nach einem Labelwechsel wurde 2015 die CD Noch ne Runde veröffentlicht. Erstmals wurde zu diesem Album ein professionelles Video gedreht. Nach einem Besetzungswechsel, Ende 2016 an der Trompete, erschien 2019 das Album Du sollst frei sein, zu dem es im gleichen Jahr auch eine Club-Releasetour quer durch Deutschland gab.

## Stil
Die Bad Nenndorf Boys definieren ihren Stil selbst als Ska-Punk. Ihre Texte sind überwiegend deutsch und enthalten selten politische Aussagen. Ihre Musik wird meistens als Spaß- und Party-Musik bezeichnet.

## Diskografie
- 2000: Alles richtig gemacht (Demo-CD)
- 2003: Früher war alles lauter (Demo-CD)
- 2005: Le SKA c'est moi
- 2007: Wir lügen nicht (Sunny Bastards)
- 2007: Anplackt (Unplugged)
- 2009: Ich will alles (Sunny Bastards)
- 2011: Aufstehn - Tanzen! (Sunny Bastards)
- 2015: Noch ne Runde (Artist Station)
- 2019: Du sollst frei sein (Sunny Bastards)